# Мечка (приток Кубри)
Мечка — река в России, протекает по Переславскому району Ярославской области. Исток реки находится у деревни Ермово. Около Головинского речка пересекается с дорогой 7(10)А Сергиев Посад-Углич. Устье реки находится в 1 км по левому берегу реки Кубрь, напротив Григорово. Длина реки — 16 км, площадь водосборного бассейна — 123 км².

## Данные водного реестра
По данным государственного водного реестра России относится к Верхневолжскому бассейновому округу, водохозяйственный участок реки — Волга от Иваньковского гидроузла до Угличского гидроузла (Угличское водохранилище), речной подбассейн реки — бассейны притоков (Верхней) Волги до Рыбинского водохранилища. Речной бассейн реки — (Верхняя) Волга до Куйбышевского водохранилища (без бассейна Оки).
Код объекта в государственном водном реестре — 08010100812110000004148.